# 朱察卿
朱察卿（1524年—1572年），字邦宪，始號象岗，又號黄浦，晚號醉石居士，南直隸松江府上海縣人，明朝政治人物。

## 生平
九岁丧父，後补邑诸生。及游学太学，成为太学生。因屡次没有考中科第，就放弃科举，专心研究古文词，熟读先秦两汉时期的诸子百家，所作诗歌有唐代開元、天寶之風。交游海内名士，以文章著名当时。與胡宗憲幕客沈明臣為莫逆交，又与徐渭二十年相交，徐下獄時，朱察卿親至會稽獄中探訪。当时朱察卿父亲的故吏陳懋觀摄理上海县事，想为他置办田产，朱察卿推辞不受。知县黄文煒、知府史直臣都是他的通家好友。趙文華以其故人之子，邀请他去相见，多次问他有何所需，察卿則回答鷄豚足供老母，先人有薄田数百亩，不缺賦额。此外正如鼹鼠飲河，不知天地之大。趙笑道足下高士，人固不得而轻重。趙部下有梁將軍持百金欲與之，辞不受。又好公義，族中有貧困之人，必出錢捐助。陳懋觀、黄文煒在上海任内病逝，前往吊唁，并帮助办理丧事，歸其喪。山人韓俞臣病重不起，其子向察卿求助，則察卿已为其置办好了棺木。举人韓謙貞贫困而死，为其置办葬地，并作《韓長吉墓誌銘》。
察卿能文而豪于酒，曾在十月望日夜里在学士桥上招待客人，酒酣赋诗至深夜，遂中寒疾，病中尚作《破帐记》，臨終前曾自言“白鹤下来，乃吾去之时”。後果于庭院中聞鹤唳三声而逝，卒年四十九。王世貞来吊唁时，见到有如碗大的大蝴蝶聚悬在遗像上。
曾在县東建慈雲樓，藏有文嘉所畫的朱氏七景圖。樓前有舊雨軒。

## 著作
有《朱邦宪集》十五卷、《舊雨軒藁》（或作《醉石集》）。

## 家族
曾祖父朱佑，字民吉，號葵軒，官南昌府同知。祖父朱曜，字叔暘，號玉洲。父朱豹，字子文，號青岗，正德丁丑進士，官福州知府。母亲蔡孺人。
子朱家賓（字仲敬）、朱家法、朱家声。孫朱長世。